# Adrolampis melanotus
Adrolampis melanotus är en insektsart som först beskrevs av Günther, K. 1940.  Adrolampis melanotus ingår i släktet Adrolampis och familjen Romaleidae. Inga underarter finns listade i Catalogue of Life.